# Adolf Schöll
Gustav Adolf Schöll (Brno, 1805 – Jena, 1882) è stato un filologo classico tedesco.
Fu autore di studi su Erodoto, ma curò anche lettere e carteggi del Goethe. Suo figlio Fritz fu anch'egli un filologo.

## Opere
- Der arme Stephan
- Die Tetralogien der attischen Tragiker, 1839
- Sophokles, sein Leben und Wirken, 1842
- Über die Tetralogie des attischen Theaters und die Kompositionsweise des Sophokles,  1859
- Weimars Merkwürdigketten einst und jetzt,r 1847
- Karl-August-Büchlein, 1857
- Gedichte, 1879,
- Archäologische Mitteilungen aus Griechenland, nach O. Müllers hinterlassenen Papieren, 1843
- Briefe und Aufsätze von Goethe aus den Jahren 1766-86, 1846
- Goethes Briefe an Frau von Stein , 1848-51, 3 Bde.
- Goethe in den Hauptzügen seines Lebens und Wirkens, 1882
- Gesammelte Aufsätze zur klassischen Literatur, Berlin 1884